# Natalia-Elena Intotero
Natalia-Elena Intotero (n. 14 ianuarie 1976, Brad, Hunedoara, România) este un politician român, membru al Partidului Social Democrat, deputat cu două mandate în Parlamentul României, în legislația 2012-2016 și în legislația 2016-2020. În trecut, a fost consilier local și județean în Hunedoara, de două ori secretar de stat (2009 și 2012) în cadrul Ministerului Afacerilor Externe și ministru al românilor de pretutindeni în Guvernul Dăncilă.
În perioada 1999-2002 a urmat Colegiul de Institutori Limba Engleză din cadrul Universității de Vest, Timișoara, după care, în 2005, a urmat cursurile de Master în Management politic la Institutul Social Democrat "Ovidiu Șincai", București. În 2006 a terminat Facultatea de Limbă și Literatură Română - Limba și Literatura Engleză, absolvind totodată și Facultatea de Relații Internaționale și Studii Europene din cadrul Universității "Spiru Haret” București.

## Carieră politică
În 2020, Intotero a fost votată de către cetățenii județului Hunedoara pe lista PSD pentru un nou mandat de deputat. A depus jurământul la finalul lunii decembrie, iar în aceeași perioadă a fost propusă și votată în funcția de președinte a Comisiei pentru învățământ din Camera Deputaților pentru legislatura 2020-2024. Conform raportului de activitate, în primii doi ani de activitate a prezidat 89 de ședințe ale Comisiei și a inițiat 103 de propuneri legislative în mai multe domenii. În perioada pandemiei provocate de virusul COVID-19 a militat pentru menținenerea deschisă a școlilor.
La finalul anului 2022 l-a invitat și l-a găzduit pe europarlamentarul Guido Reil în România. Înainte cu câteva luni, Intotero acesta adresase cuvinte jignitoare la adresa românilor într-un discurs din Parlamentul European. După vizită, Guido Reil a publicat un mesaj înregistrat video în care își cere iertare pentru abordarea pe care a avut-o și menționează aprecierea pe care o are pentru poporul român.